# Mario Copa Conde
Mario Genaro Copa Conde es un profesor y político peruano. Fue consejero regional de Tacna desde 2019 hasta el 2022. Asimismo, fue alcalde provincial de Candarave entre 2007 y 2010 y regidor de la provincia de Candarave durante tres periodos entre 1993 y 2002.
Nació en Candarave, departamento de Tacna, en el sur del Perú, el 19 de enero de 1960, hijo de Bartolomé Copa Paco y Natalia Conde. Cursó sus estudios primarios en su ciudad natal y los secundarios en el Colegio Nacional Coronel Bolognesi de la ciudad de Tacna. Entre 1985 a 1990 cursó estudios técnicos de pedagogía en el Instituto Superior Pedagógico José Jiménez Borja. Asimismo, entre 1995 y 1996 cursó estudios superiores de educación en la Universidad Nacional de San Agustín de Arequipa.
Su primera participación política se dio en las elecciones municipales de 1989 en las que fue candidato a regidor de la provincia de Candarave sin éxito. Fue elegido para este cargo en las elecciones municipales de 1993 y reelegido en las de 1995 y 1998. En las elecciones municipales del 2002 tentó por primera vez, sin éxito, la alcaldía de la provincia de Candarave siendo elegido para ese cargo en las elecciones municipales del 2006. Tentó su reelección en las elecciones municipales del 2014 sin éxito. Participó en las elecciones regionales del 2014 en las que fue elegido como consejero regional por la provincia de Candarave.